# 찰리 채플린 단편4 : 소방수
《찰리 채플린 단편4 : 소방수》(The Fireman)는 미국에서 제작된 찰리 채플린 감독의 1916년 코미디 영화이다. 찰리 채플린 등이 주연으로 출연하였고 찰리 채플린 등이 제작에 참여하였다. 1916년 6월 12일 개봉되었다.

## 출연

### 주연
- 찰리 채플린
- 에드나 펄비안스

### 조연
- 로이드 베이컨
- 에릭 캠벨
- 레오 화이트
- 앨버트 오스틴
- 존 랜드
- 제임스 T. 켈리
- 프랭크 J. 콜먼